# Arquebisbat de Nampula
L'arquebisbat de Nampula (en llatí: Archidioecesis Nampulensis) és una seu metropolitana de l'Església catòlica. El 2012 tenia 448.289 batejats sobre 3.474.000 habitants. L'arquebisbe actual és Tomé Makhweliha, S.C.I..

## Territori
L'arxidiòcesi comprèn els districtes meridionals de la província de Nampula a Moçambic. La seu arquebisbat es troba a la ciutat de Nampula, on s'hi troba la Catedral de Nossa Senhora de Fátima. El territori se subdivideix en 40 parròquies.

## Història
La diòcesi de Nampula fou erigida el 4 de setembre de 1940 amb la butlla Sollemnibus Conventionibus del papa Pius XII, amb territori desmembrat de la Prelatura territorial de Moçambic. La mateixa prelatura territorial de Moçambic va ser elevada a arxidiòcesi amb el nom d'Arxidiòcesi de Lourenço Marques (avui arquebisbat de Maputo) i la diòcesi de Nampula es va convertir en sufragània.
El 5 d'abril de 1957 i el 21 de juliol de 1973 va cedir porcions del seu territori per a la creació, respectivament, del bisbat de Pemba (aleshores de Porto Amelia) i del bisbat de Lichinga (aleshores Villa Cabral).
El 4 de juny de 1984 fou elevada al rang d'arxidiòcesi metropolitana amb la butlla Quo efficacius de Joan Pau II.
L'11 d'octubre de 1990 va cedir una part del seu territori per a la creació del bisbat de Nacala.

## Cronologia de bisbesi
- Teófilo José Pereira de Andrade, O.F.M. † (12 de maig de 1941 - 17 de febrer de 1951; dimití)
- Manuel de Medeiros Guerreiro † (2 de març de 1951 - 30 de novembre de 1966; retirat)
- Manuel Vieira Pinto (21 d'abril de 1967 - 16 de novembre de 2000; retirat)
- Tomé Makhweliha, S.C.I. (16 novembre 2000 - 25 de juliol de 2016; dimitit)
  - Ernesto Maguengue, del 25 de juliol de 2016 (administrador apostòlic)

## Estadístiques
A finals del 2013, la diòcesi tenia 448.289 batejats sobre una població de 3.474.000 persones, equivalent al 12,9% del total.
| any  | població | població  | població | sacerdots | sacerdots       | sacerdots       | sacerdots             | diaques | religiosos | religiosos | parròquies |
| ---- | -------- | --------- | -------- | --------- | --------------- | --------------- | --------------------- | ------- | ---------- | ---------- | ---------- |
| any  | batejats | total     | %        | total     | clergat secular | clergat regular | batejats por sacerdot | diaques | homes      | dones      |            |
| 1949 | 31.041   | 1.919.767 | 1,6      | 74        | 4               | 70              | 419                   |         | 51         | 57         | 4          |
| 1970 | 224.342  | 1.850.000 | 12,1     | 87        | 12              | 75              | 2.578                 |         | 105        | 125        | 8          |
| 1980 | 248.752  | 1.973.000 | 12,6     | 44        | 6               | 38              | 5.653                 | 1       | 56         | 82         | 52         |
| 1990 | 295.340  | 3.003.000 | 9,8      | 46        | 6               | 40              | 6.420                 |         | 57         | 115        | 55         |
| 1999 | 245.845  | 2.000.000 | 12,3     | 43        | 17              | 26              | 5.717                 |         | 40         | 143        | 36         |
| 2000 | 261.833  | 2.000.000 | 13,1     | 39        | 17              | 22              | 6.713                 |         | 54         | 156        | 36         |
| 2001 | 274.678  | 2.000.000 | 13,7     | 47        | 20              | 27              | 5.844                 |         | 65         | 148        | 37         |
| 2002 | 493.016  | 2.300.000 | 21,4     | 70        | 20              | 50              | 7.043                 |         | 95         | 110        | 37         |
| 2003 | 307.214  | 2.600.000 | 11,8     | 53        | 23              | 30              | 5.796                 |         | 78         | 138        | 37         |
| 2004 | 308.111  | 2.700.000 | 11,4     | 67        | 36              | 31              | 4.598                 |         | 82         | 144        | 37         |
| 2013 | 448.289  | 3.474.000 | 12,9     | 76        | 36              | 40              | 5.898                 |         | 98         | 161        | 40         |